# 烏克蘭希臘禮天主教基輔-加利奇大總主教列表

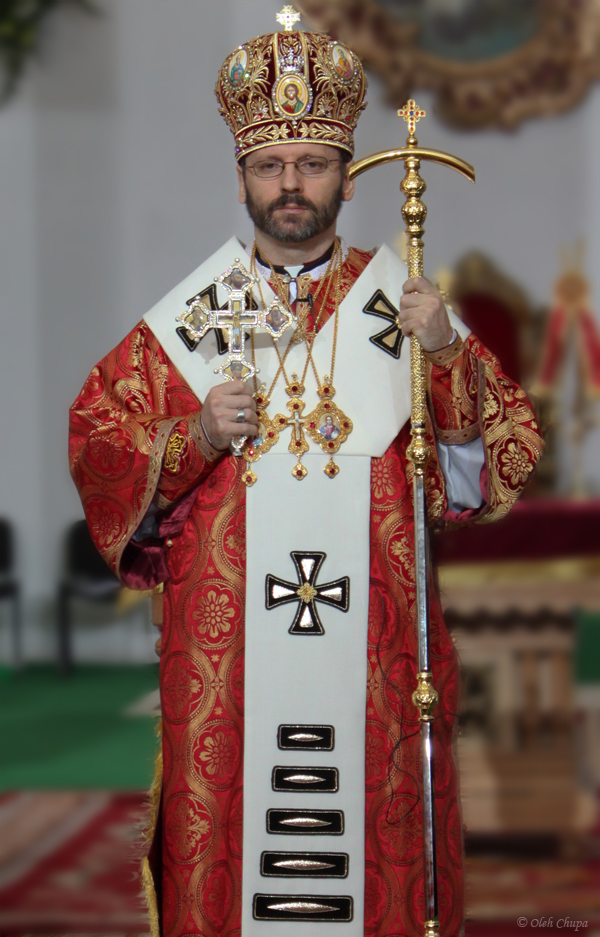
現任大總主教為斯維亞托斯拉夫·舍夫丘克

烏克蘭希臘禮天主教基輔-加利奇大總主教（英語：Major Archbishops of Kyiv-Galicia），是烏克蘭希臘禮天主教會的最高領導人。大總主教，相等於宗主教的位置。大總主教是由總主教和主教選擇產生的。當新任大總主教在當選時需由教宗任命。大總主教的總部與大總主教教座設於烏克蘭基輔基督復活大總主教座堂。大總主教管理的教座教區是基輔-加利奇大總教區。
1963年12月23日，設利沃夫大總教區，但為免刺激蘇聯鎮壓地下教會及阻礙與君士坦丁堡牧首之間的對話而沒有升為名望更優的宗主教區。2004年12月6日教座遷至基輔，利沃夫降為總教區。
以下敘述的為烏克蘭希臘禮天主教基輔-加利奇大總主教的列表：

## 1596年至1807年
基輔總主教：
- Mykhajlo Rohoza (1596年—1599年)
- Ipatii Potii (1600年—1613年)
- Josyf Veliamyn Rutsky (1613年—1637年)
- Rafajil Korsak (1637年—1640年)
- Antin Sielava (1641年—1655年)
- Havryil Kolenda (1666年—1674年)
- Kyprian Zochovskyj (1674年—1693年)
- Lev Szlubic-Zalenskyj (1694年—1708年)
- Yurij Vynnyckyj (1708年—1713年)
- Lev Luka Kiszka (1714年—1729年)
- Atanasy Sheptycky (1729年—1746年)
- Florian Hrebnicky (1748年—1762年)
- Feliks Filipp Volodkovich (1762年—1778年)
- Ludovik Lev Sheptytsky (1778年—1779年)
- Yason Smogorzhevsky (1780年—1786年)
- Teodor Rostotsky (1787年—1805年)

## 1807年至2005年
基輔總主教（1807年至1838年）：
- Irakly Lisovsky (1808—1809)
- Hryhory Kokhanovich (1809—1814)
- Yosafat Bulhak (1818—1838)

利沃夫總主教（1807年至2005年）：
- Antin Angelovych (1808—1814)
- Mykhajlo Levitsky (1816—1858)
- Hryhory Yakhymovych (1859—1866)
- Spyrydon Lytvynovych (1866—1869)
- Joseph Sembratovych (1870—1882)
- Sylvester Sembratovych (1882—1898)
- Julian Sas-Kuilovsky (1899-1900)
- 安德略·蕭普提斯基 (1900—1944)
- 若瑟·斯禮皮樞機 (1944–1984).

1963年，利沃夫總教區升格為利沃夫大總教區
- Myroslav Ivan Lubachivsky (1984–2000)
- 盧博米爾·胡薩爾 (2000–2005)

## 2005年至今
2004年12月6日教座遷至基輔，利沃夫降為總教區。
基輔-加利奇大總主教：
- 盧博米爾·胡薩爾樞機 (2005年—2011年)
- 斯維亞托斯拉夫·舍夫丘克 (2011年至現在)

## 外部連結
- Religious Leaders （页面存档备份，存于）
- Major Archdiocese of Kyiv–Galicia （页面存档备份，存于）